# Ronde van Spanje 2006
De 61e editie van de Ronde van Spanje (Vuelta a España) werd in 2006 van 26 augustus tot 17 september gehouden. De start lag in Málaga, de finish in Madrid.
De ronde werd gewonnen door Aleksandr Vinokoerov, na een inhaalrace op Alejandro Valverde. In de laatste week was Vinokoerov, die in de gehele ronde 3 etappes won, veel sterker, waardoor hij Valverde in het klassement nog voorbij kon gaan.

## Klassementen
| Gouden trui Algemeen klassement |                            |          |
| 1.                              | Aleksandr Vinokoerov       | 77:42:17 |
| 2.                              | Alejandro Valverde         | + 1.12   |
| 3.                              | Andrej Kasjetsjkin         | + 3.12   |
| 4.                              | Carlos Sastre              | + 3.35   |
| 5.                              | José Angel Gómez Marchante | + 6.51   |

| Visjestrui Puntenklassement |                      |         |
| 1.                          | Thor Hushovd         | 175 ptn |
| 2.                          | Aleksandr Vinokoerov | 163 ptn |
| 3.                          | Alejandro Valverde   | 147 ptn |
| 4.                          | Samuel Sánchez       | 103 ptn |
| 5.                          | Andrej Kasjetsjkin   | 95 ptn  |

| Oranje trui Bergklassement |                      |         |
| 1.                         | Egoi Martínez        | 129 ptn |
| 2.                         | Pietro Caucchioli    | 117 ptn |
| 3.                         | Alejandro Valverde   | 98 ptn  |
| 4.                         | Andrej Kasjetsjkin   | 84 ptn  |
| 5.                         | Aleksandr Vinokoerov | 82 ptn  |

| Witte trui Combinatieklassement |                            |        |
| 1.                              | Aleksandr Vinokoerov       | 8 ptn  |
| 2.                              | Alejandro Valverde         | 8 ptn  |
| 3.                              | Andrej Kasjetsjkin         | 12 ptn |
| 4.                              | Carlos Sastre              | 18 ptn |
| 5.                              | José Angel Gómez Marchante | 24 ptn |

## Etappe-overzicht
| etappe  | datum        |                                                        | afstand | winnaar              | klassementsleider    |
| ------- | ------------ | ------------------------------------------------------ | ------- | -------------------- | -------------------- |
| 1e      | 26 augustus  | Málaga - Málaga (ploegentijdrit)                       | 7,2 km  | Team CSC             | Carlos Sastre        |
| 2e      | 27 augustus  | Málaga - Córdoba                                       | 167 km  | Paolo Bettini        | Thor Hushovd         |
| 3e      | 28 augustus  | Córdoba - Almendralejo                                 | 220 km  | Francisco Ventoso    | Thor Hushovd         |
| 4e      | 29 augustus  | Almendralejo - Cáceres                                 | 142 km  | Erik Zabel           | Thor Hushovd         |
| 5e      | 30 augustus  | Plasencia - La Covatilla (Béjar)                       | 178 km  | Danilo Di Luca       | Danilo Di Luca       |
| 6e      | 31 augustus  | Zamora - León                                          | 155 km  | Thor Hushovd         | Danilo Di Luca       |
| 7e      | 1 september  | León - Alto de El Morredero                            | 148 km  | Alejandro Valverde   | Janez Brajkovic      |
| 8e      | 2 september  | Ponferrada - Lugo                                      | 173 km  | Aleksandr Vinokoerov | Janez Brajkovic      |
| 9e      | 3 september  | A Fonsagrada - Alto de La Cobertoria                   | 206 km  | Aleksandr Vinokoerov | Alejandro Valverde   |
| Rustdag |              |                                                        |         |                      |                      |
| 10e     | 5 september  | Avilés - Museo de Altamira                             | 190 km  | Sérgio Paulinho      | Alejandro Valverde   |
| 11e     | 6 september  | Torrelavega - Burgos                                   | 165 km  | Egoi Martínez        | Alejandro Valverde   |
| 12e     | 7 september  | Aranda de Duero - Guadalajara                          | 162 km  | Luca Paolini         | Alejandro Valverde   |
| 13e     | 8 september  | Guadalajara - Cuenca                                   | 170 km  | Samuel Sánchez       | Alejandro Valverde   |
| 14e     | 9 september  | Cuenca - Cuenca (individuele tijdrit)                  | 33 km   | David Millar         | Alejandro Valverde   |
| 15e     | 10 september | Motilla del Palancar - Almussafes                      | 175 km  | Robert Förster       | Alejandro Valverde   |
| Rustdag |              |                                                        |         |                      |                      |
| 16e     | 12 september | Almería - Calar Alto                                   | 145 km  | Igor Anton           | Alejandro Valverde   |
| 17e     | 13 september | Adra - Granada                                         | 167 km  | Tom Danielson        | Aleksandr Vinokoerov |
| 18e     | 14 september | Granada - Sierra de La Pandera                         | 153 km  | Andrej Kasjetsjkin   | Aleksandr Vinokoerov |
| 19e     | 15 september | Jaén - Ciudad Real                                     | 195 km  | José Luis Arrieta    | Aleksandr Vinokoerov |
| 20e     | 16 september | Rivas Futura - Rivas-Vaciamadrid (individuele tijdrit) | 26 km   | Aleksandr Vinokoerov | Aleksandr Vinokoerov |
| 21e     | 17 september | Madrid - Madrid                                        | 150 km  | Erik Zabel           | Aleksandr Vinokoerov |

## Etappes
1e etappe: In de ploegentijdrit in Málaga laten de meeste favorieten al zien dat ze in vorm zijn. Van de drie topfavorieten stelt alleen Rabobank, met kopman Denis Mensjov enigszins teleur. Ze worden slechts 12de. Het team van Alejandro Valverde lijkt te gaan winnen, maar Team CSC steekt hen nog de loef af. De spurtersploeg Team Milram komt ook goed voor de dag, ze worden derde. Aangezien Carlos Sastre als eerste van zijn team over de meet kwam, mag hij de eerste leiderstrui aantrekken.
5de etappe: In de eerste bergrit weten we al wie de Vuelta niet zal winnen. Denis Mensjov zakt door het ijs op La Covatilla, de slotkim. De andere topfavorieten, Carlos Sastre en Alejandro Valverde geven een betere indruk, maar botsen op een zeer sterke Danilo Di Luca. De Italiaan, die dit jaar eindelijk eens in beeld komt tijdens een grote ronde, is in een sprint met twee Janez Brajkovič te snel af. Andrej Kasjetsjkin wordt derde, José Angel Gómez Marchante vierde, Sastre vijfde en Valverde zesde. Dankzij deze overwinning neemt Di Luca ook de leiderstrui over van Thor Hushovd.
11de etappe: Denis Mensjov gaat niet meer van start in deze etappe, die start in het Velódromo Oscar Freire. Hij is helemaal leeg. De etappe wordt gekleurd door een vlucht van 13 man waaronder Visjestruidrager Thor Hushovd. Op de eerste berg, eentje van eerste categorie springt Egoi Martínez weg. Hij krijgt later gezelschap van Volodymyr Hoestov en Iñigo Landaluze. In de slotkilometers weet Martinez zich te ontdoen van zijn medevluchters en voor Discovery Channel het eerste Vuelta-succes van 2006 te boeken. Hij komt solo over de meet met een marge van ongeveer een minuut op de andere twee. In de overblijfselen van de kopgroep probeert Eric Leblacher van La Française des Jeux een halve kilometer voor de meet weg te rijden, maar hij wordt bijgehaald en Hushovd wint makkelijk de sprint. Het peloton, met daarin leider Alejandro Valverde en alle andere favorieten eindigt op een kwartier, wat ervoor zorgt dat Martinez naar de 17e plaats in het algemeen klassement springt.
17de etappe: De 17e etappe gaat van Adra naar Granada, met als belangrijkste beklimming de Alto de Monachil van de 1e categorie. Tom Danielson en Sérgio Paulinho zijn de belangrijkste renners die meezitten in de aanval. Op de Alto de Monachil is Danielson duidelijk de sterkste en hij is solo op weg naar de top. In de achtergrond is Aleksandr Vinokoerov intussen in de aanval gegaan, samen met zijn ploeg- en landgenoot Andrej Kasjetsjkin en de Spanjaard José Angel Gómez Marchante. De drie hebben op de top van de Monachil nog 7 seconden voorsprong op leider Alejandro Valverde die in de tegenreactie is gegaan. Hij nadert tot 3 seconden, maar dan springt Vinokourov weg uit het groepje en gaat alleen op jacht naar Tom Danielson, die nog altijd op kop rijdt. Valverde moet al het kopwerk alleen doen en ziet hoe Vinokourov steeds verder uitloopt. Vinokourov sluit aan bij Danielson en de twee blijven tot de streep samen. Daar boekt de Amerikaan Danielson zijn belangrijkste overwinning uit zijn carrière. Ook 'Vino' doet belangrijke zaken. Hij wordt tweede maar neemt de leiding over in het algemeen klassement, met slechts 9 seconden voorsprong op Valverde, die slechts 8e wordt.

## Klassementsleiders per etappe
| Etappe             | Algemeen klassement  | Puntenklassement | Bergklassement    | Combinatieklassemnet | Ploegenklassement |
| ------------------ | -------------------- | ---------------- | ----------------- | -------------------- | ----------------- |
| Etappe 1*          | Carlos Sastre        | Carlos Sastre    |                   |                      | Team CSC          |
| Etappe 2           | Thor Hushovd         | Paolo Bettini    | Mario De Sárraga  | Mario De Sárraga     | Team CSC          |
| Etappe 3           | Thor Hushovd         | Thor Hushovd     | Mario De Sárraga  | David de la Fuente   | Team CSC          |
| Etappe 4           | Thor Hushovd         | Thor Hushovd     | Mario De Sárraga  | David de la Fuente   | Team CSC          |
| Etappe 5           | Danilo Di Luca       | Thor Hushovd     | Danilo Di Luca    | Danilo Di Luca       | Discovery Channel |
| Etappe 6           | Danilo Di Luca       | Thor Hushovd     | Danilo Di Luca    | Danilo Di Luca       | Discovery Channel |
| Etappe 7           | Janez Brajkovič      | Thor Hushovd     | Janez Brajkovič   | Janez Brajkovič      | Discovery Channel |
| Etappe 8           | Janez Brajkovič      | Thor Hushovd     | Janez Brajkovič   | Janez Brajkovič      | Discovery Channel |
| Etappe 9           | Alejandro Valverde   | Thor Hushovd     | Pietro Caucchioli | Alejandro Valverde   | Discovery Channel |
| Etappe 10          | Alejandro Valverde   | Thor Hushovd     | Pietro Caucchioli | Alejandro Valverde   | Discovery Channel |
| Etappe 11          | Alejandro Valverde   | Thor Hushovd     | Pietro Caucchioli | Alejandro Valverde   | Discovery Channel |
| Etappe 12          | Alejandro Valverde   | Thor Hushovd     | Pietro Caucchioli | Alejandro Valverde   | Discovery Channel |
| Etappe 13          | Alejandro Valverde   | Thor Hushovd     | Pietro Caucchioli | Alejandro Valverde   | Discovery Channel |
| Etappe 14**        | Alejandro Valverde   | Thor Hushovd     | Pietro Caucchioli | Alejandro Valverde   | Discovery Channel |
| Etappe 15          | Alejandro Valverde   | Thor Hushovd     | Pietro Caucchioli | Alejandro Valverde   | Discovery Channel |
| Etappe 16          | Alejandro Valverde   | Thor Hushovd     | Pietro Caucchioli | Alejandro Valverde   | Discovery Channel |
| Etappe 17          | Aleksandr Vinokoerov | Thor Hushovd     | Egoi Martínez     | Alejandro Valverde   | Discovery Channel |
| Etappe 18          | Aleksandr Vinokoerov | Thor Hushovd     | Egoi Martínez     | Alejandro Valverde   | Discovery Channel |
| Etappe 19          | Aleksandr Vinokoerov | Thor Hushovd     | Egoi Martínez     | Aleksandr Vinokoerov | Discovery Channel |
| Etappe 20**        | Aleksandr Vinokoerov | Thor Hushovd     | Egoi Martínez     | Aleksandr Vinokoerov | Discovery Channel |
| Etappe 21          | Aleksandr Vinokoerov | Thor Hushovd     | Egoi Martínez     | Aleksandr Vinokoerov | Discovery Channel |
| Eindklassemenenten | Aleksandr Vinokoerov | Thor Hushovd     | Egoi Martínez     | Aleksandr Vinokoerov | Discovery Channel |

* Etappe 1 was een ploegentijdrit

** Etappe 14 en 20 waren individuele tijdritten